# Duque de Leinster
Duque de Leinster é um título e o primeiro ducado no Pariato da Irlanda. O Duque de Leinster é o chefe da Casa de Kildare.
O 3.º Duque de Schomberg, General (1641-1719), foi criado 1.º Duque de Leinster em 1691, mas essa criação foi extinta com a morte de Schomberg em julho de 1719. Para a segunda criação, foi concedida a James FitzGerald, 1.º Duque de Leinster, que casou com Emily Lennox, a bisneta do Rei Carlos II da Casa Real de Stuart.
A sede da família do atual Duque de Leinster é agora Oakley Park, perto de Abingdon, Oxfordshire, a quem sucedeu como 9.º Duque de Leinster, 9.º Marquês de Kildare, 28.º Conde de Kildare, 9.º Conde de Offaly, 9.º Visconde Leinster, 14.º Barão Offaly, 6.º Barão Kildare e como primeiro Duque, Marquês e Conde no Pariato da Irlanda.

## Títulos subsidiários
Os títulos subsidiários do Duque de Leinster são: 
- Marquês de Kildare (1761);
- Conde de Kildare (1316);
- Conde de Offaly (1761);
- Visconde Leinster, de Taplow no Condado de Buckingham (1747);
- Barão Offaly (1620);
- Barão Kildare, de Kildare no Condado de Kildare (1870).

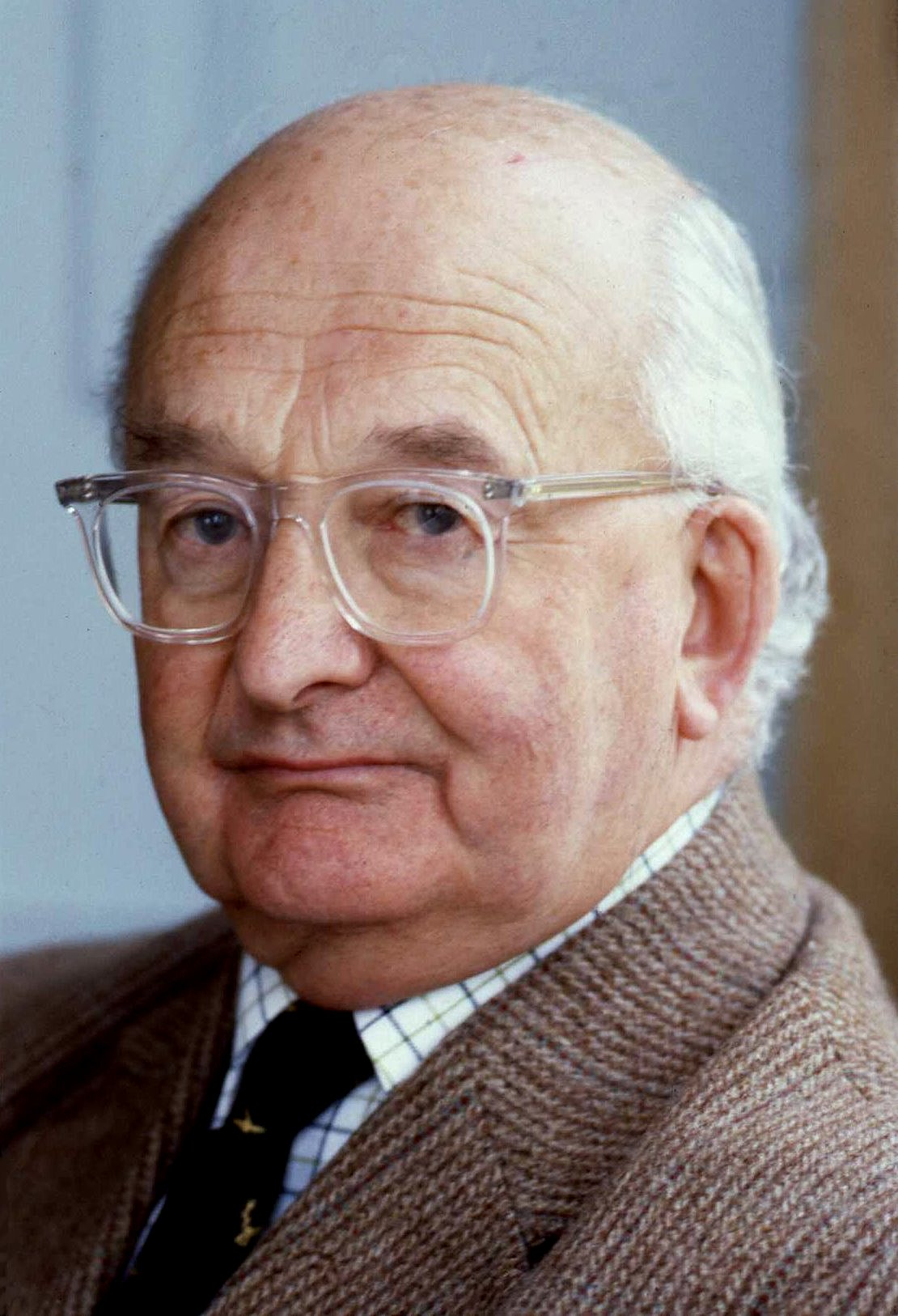
Gerald Fitzgerald, o oitavo Duque, pai do nono Duque (o atual Duque de Leinster).

O viscondado de Leinster figura no Pariato da Grã-Bretanha, o baronato de Kildare no Pariato do Reino Unido e todos os outros títulos no Pariato da Irlanda.
O título de cortesia do filho mais velho e herdeiro do Duque de Leinster é o de Marquês de Kildare. 

## Condes de Kildare desde1316
Este ramo da dinastia Cambro Norman FitzGerald/FitzMaurice, que chegou à Irlanda em 1169, foi inicialmente criado como conde de Kildare. O condado foi criado em 1316 para John FitzGerald. Dois FitzGeralds mais velhos, Garret Mór FitzGerald e o seu filho, Garret Óg FitzGerald, desempenharam as funções de Lorde Deputy of Ireland, o representante do Lorde of Ireland (o Rei de Inglaterra) na Irlanda. O décimo conde, Thomas FitzGerald, conhecido como Silken Thomas, foi assassinado e perdeu as suas honras em 1537. Em 1554, o meio-irmão e único herdeiro masculino de Thomas, Gerald FitzGerald, foi criado conde de Kildare no Pariato da Irlanda. Posteriormente, em 1569, foi-lhe restituída a carta-patente original, como 11.º conde. O segundo condado (criado em 1554) foi extinto em 1599, embora o condado original tenha sobrevivido.

## Duque de Leinster, primeira criação (1691)
- Meinhardt Schomberg, 1.º Duque de Leinster e 3.º Duque de Schomberg.O primeiro Duque de Leinster.

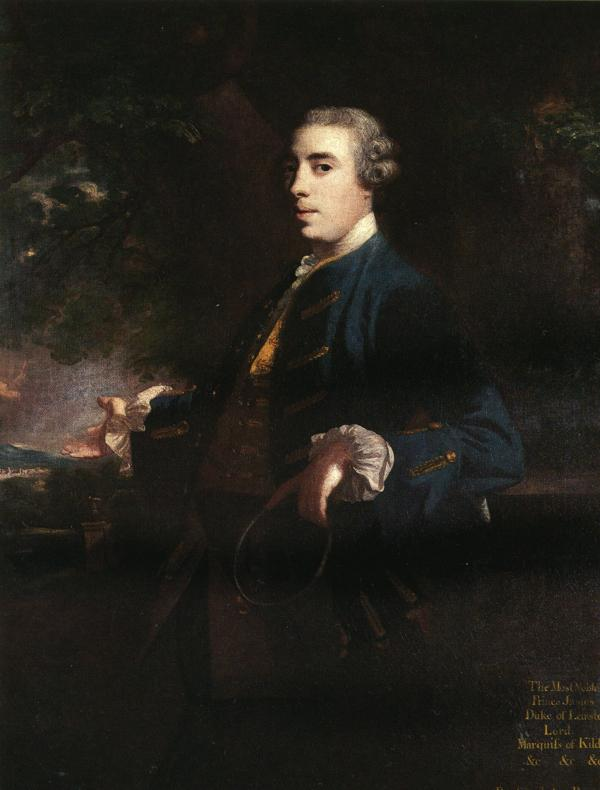
O primeiro Duque de Leinster.

## Duques de Leinster a partir de1766

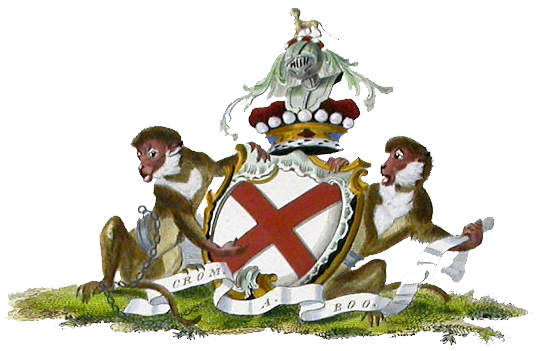
Brasão de Armas dos Duques de Leinster.

A família tinha inicialmente a sua sede no castelo de Maynooth, em Maynooth, no condado de Kildare. Nos séculos seguintes, a família possuía propriedades no condado de Waterford, sendo a sua residência de campo uma casa georgiana chamada Carton House, que substituiu o castelo no condado de Kildare. Em Dublin, o conde construiu uma grande residência na zona sul de Dublin, denominada Kildare House. Quando o conde recebeu o ducado e se tornou duque de Leinster, a casa passou a chamar-se Leinster House. Um dos seus ocupantes foi Lorde Edward FitzGerald, que se tornou um ícone do nacionalismo irlandês devido ao seu envolvimento na Rebelião Irlandesa de 1798, que acabou por lhe custar a vida. 
A Leinster House foi vendida pelos Leinsters em 1815. Após quase um século como sede da Royal Dublin Society, que realizava nos seus terrenos o seu famoso Spring Show e Horse Show, o Oireachtas Éireann, o parlamento de duas câmaras do novo Estado Livre Irlandês, alugou a Leinster House em 1922 para ser a sua sede temporária do parlamento. Em 1924, comprou o edifício para uso parlamentar. O edifício continua a ser a sede do parlamento do Estado irlandês.
No início do século XX, os duques de Leinster tinham perdido todas as suas propriedades e riquezas. A sua sede em Carton House foi vendida (apesar de ser um dos edifícios mais históricos da Irlanda, com terrenos do século XVIII perfeitamente preservados, foi controversamente transformada em hotel e campo de golfe no final da década de 1990 pelo atual proprietário, num ato condenado pelos ambientalistas, tal como, mais tarde, a sua outra residência em Waterford. A família vive atualmente numa propriedade mais pequena em Ramsden, Oxfordshire.

### Disputa do título
Em 2006, foi apresentada uma reivindicação controversa por parte de requerentes que afirmam ser descendentes do 5.º Duque, a qual terá sido largamente desmentida por Michael Estorick em 1981, tendo posteriormente falhado.
Em 2005, Theresa Pamella Caudill, filha de Eleanor e Maurice F. “Desmond” FitzGerald, apresentou uma queixa ao Departamento de Assuntos Constitucionais em nome do seu sobrinho, Paul FitzGerald, um construtor californiano, como requerente do título de Duque de Leinster. FitzGerald era alegadamente neto do Major Lorde Desmond FitzGerald (1888-1916), o segundo filho do 5.º Duque de Leinster, que foi registado como tendo sido morto em combate durante a Primeira Guerra Mundial, quando servia na Guarda Irlandesa. Quando Maurice, 6.º Duque de Leinster, morreu sem filhos, em fevereiro de 1922, o ducado de Leinster e a sua considerável riqueza e propriedades passaram para o seu irmão mais novo, Lorde Edward FitzGerald, que lhe sucedeu como 7.º Duque. No entanto, os apoiantes de Paul FitzGerald afirmam que Lorde Desmond fingiu a sua morte e emigrou para a Califórnia, através de Winnipeg, no Canadá, onde viveu até à sua morte em 1967. A Sra. Caudill alegou ainda que um pacote de documentos, testemunhados por Eduardo, Príncipe de Gales (mais tarde Eduardo VIII), Sir Edgar Vincent e Lorde Feversham, tinha sido entregue pelo seu pai no Gabinete da Coroa da Câmara dos Lordes em 1929, tendo sido negado à família o acesso aos mesmos. A Sra. Caudill acreditava que os documentos incluíam provas de que o seu pai tinha concordado em renunciar ao título durante uma geração, mas que tinha deixado claro que este deveria ser transmitido ao seu filho, o seu irmão Leonard FitzGerald. Em vez disso, o título foi transmitido através da família do irmão do seu pai. Foi alegado que um arquivista reconheceu que o pacote tinha existido, mas a linha oficial era que estava agora perdido.
Em fevereiro de 2006, Lorde Falconer of Thoroton, Lorde Chancellor (2003-2007), e Harriet Harman, Ministra de Estado do Ministério dos Assuntos Constitucionais, analisaram esta queixa. A queixa foi rejeitada por Lorde Falconer of Thoroton, apesar de uma campanha de 30 anos da família de Paul FitzGerald, que terá custado 1,3 milhões de libras. O Lorde Chancellor decidiu que o título deveria permanecer com o atual proprietário, Maurice FitzGerald. Paul FitzGerald tem o direito de recorrer do veredito do Lorde Chancellor através de uma petição ao monarca.
Em 2010, no entanto, foram apresentadas provas de ADN que indicam que Paul FitzGerald é parente da mulher do 5.º Duque, Hermione Duncombe.
Foi também alegado anteriormente que Edward FitzGerald, que sucedeu ao 7.º Duque, era o filho biológico do 11.º Conde de Wemyss (1857-1937). Se este facto fosse estabelecido, nem o atual Duque nem qualquer outro descendente do seu avô, o 7.º Duque, seriam herdeiros legítimos do 1.º Duque de Leinster.

## Condes de Kildare (1316)
- John FitzGerald, 1.º Conde de Kildare (1250–1316), já 4.º Barão de Offaly, foi recompensado por ter servido Eduardo I de Inglaterra na Escócia;
- Thomas FitzGerald, 2.º Conde de Kildare (morreu em 1328), filho mais novo (único sobrevivente) do 1.º Conde;
- Richard FitzGerald, 3.º Conde de Kildare (1317–1329), segundo filho do 2.º Conde, morreu solteiro;
- Maurice FitzGerald, 4.º Conde de Kildare (1318–1390), terceiro e mais novo filho do 2.º Conde;
- Gerald FitzGerald, 5.º Conde de Kildare (morreu em 1432), filho do 4.º Conde;
- John FitzGerald, 6.º Conde de Kildare (de jure; morreu c. 1434), filho mais novo do 4.º Conde; foi forçado a disputar o seu direito ao título com um genro do 5.º Conde;
- Thomas FitzGerald, 7.º Conde de Kildare (morreu em 1478), filho do 6.º Conde;
- Gerald FitzGerald, 8.º Conde de Kildare (c. 1456–1513), filho mais velho do 7.º Conde (Gearóid Mór FitzGerald);
- Gerald FitzGerald, 9.º Conde de Kildare (1487–1534), filho mais velho do 8.º Conde (Gearóid Óg FitzGerald);
- Thomas FitzGerald, 10.º Conde de Kildare (morreu em 1537), filho mais velho do 9.º Conde, liderou uma insurreição na Irlanda e os seus títulos foram confiscados, morrendo solteiro;
- Gerald FitzGerald, 11.º Conde de Kildare (1525–1585), segundo filho do 9.º Conde, recebeu uma nova criação em 1554 e depois foi restaurado aos honores do seu irmão em 1569;
- Henry FitzGerald, 12.º Conde de Kildare (1562–1597), segundo filho do 11.º Conde, morreu sem deixar descendência masculina;
- William FitzGerald, 13.º Conde de Kildare (morreu em 1599), terceiro e mais novo filho do 11.º Conde, morreu solteiro;
- Gerald FitzGerald, 14.º Conde de Kildare (morreu em 1612), filho mais velho de Edward, ele próprio terceiro e mais novo filho do 9.º Conde;
- Gerald FitzGerald, 15.º Conde de Kildare (1611–1620), único filho do 14.º Conde, morreu na infância;
- George FitzGerald, 16.º Conde de Kildare (1612–1660), também 2.º Barão de Offaly desde 1658, filho de Thomas, irmão mais novo do 14.º Conde, e da 1.ª Baronesa de Offaly;
- Wentworth FitzGerald, 17.º Conde de Kildare (1634–1664), filho mais velho do 16.º Conde;
- John FitzGerald, 18.º Conde de Kildare (1661–1707), único filho do 17.º Conde, morreu sem deixar descendência sobrevivente;
- Robert FitzGerald, 19.º Conde de Kildare (1675–1744), único filho de Robert, ele próprio filho mais novo do 16.º Conde;
- James FitzGerald, 20.º Conde de Kildare (1722–1773) foi criado Marquês de Kildare em 1761.

## Marqueses de Kildare (1761)
- James FitzGerald, 1.º Marquês de Kildare (1722-1773) foi criado Duque de Leinster em 1766.

## Duques de Leinster, segunda criação (1766)
| # | Nome                                              | Período de Vida | Esposa                | Notas                                                           |
| - | ------------------------------------------------- | --------------- | --------------------- | --------------------------------------------------------------- |
| 1 | James FitzGerald, 1.º Duque de Leinster           | 1722–1773       | Emily Lennox          | Filho mais velho do 19.º Conde de Kildare 1.º Duque de Leinster |
| 2 | William FitzGerald, 2.º Duque de Leinster         | 1749–1804       | Emilia St George      | Segundo filho do 1.º Duque                                      |
| 3 | Augustus FitzGerald, 3.º Duque de Leinster        | 1791–1874       | Charlotte Stanhope    | Segundo filho do 2.º Duque                                      |
| 4 | Charles William FitzGerald, 4.º Duque de Leinster | 1819–1887       | Caroline Leveson-Gowe | Filho mais velho do 3.º Duque                                   |
| 5 | Gerald FitzGerald, 5.º Duque de Leinster          | 1851–1893       | Hermione Duncombe     | Filho mais velho do 4.º Duque                                   |
| 6 | Maurice FitzGerald, 6.º Duque de Leinster         | 1887–1922       | Sem casamentos        | Filho mais velho do 5.º Duque, morreu solteiro                  |
| 7 | Edward FitzGerald, 7.º Duque de Leinster          | 1892–1976       | May Etheridge         | Terceiro e mais novo filho do 5.º Duque                         |
| 7 | Edward FitzGerald, 7.º Duque de Leinster          | 1892–1976       | Agnes Neck            | Terceiro e mais novo filho do 5.º Duque                         |
| 7 | Edward FitzGerald, 7.º Duque de Leinster          | 1892–1976       | Jessie Wessel         | Terceiro e mais novo filho do 5.º Duque                         |
| 7 | Edward FitzGerald, 7.º Duque de Leinster          | 1892–1976       | Vivien Conner         | Terceiro e mais novo filho do 5.º Duque                         |
| 8 | Gerald FitzGerald, 8.º Duque de Leinster          | 1914–2004       | Joane Kavanagh        | Único filho legítimo do 7.º Duque                               |
| 8 | Gerald FitzGerald, 8.º Duque de Leinster          | 1914–2004       | Anne Eustace-Smith    | Único filho legítimo do 7.º Duque                               |
| 9 | Maurice FitzGerald, 9.º Duque de Leinster         | Nascido em 1948 | Fiona Hollick         | Filho mais velho do 8.º Duque Incumbente                        |

## O atual Duque
A partir de 2024, o 9.º Duque e Marquês de Leinster e 29.º Conde de Kildare é Maurice FitzGerald (nascido a 7 de abril de 1948). Jardineiro paisagista de profissão, é o filho mais velho do 8.º Duque e da sua segunda mulher, Anne. Foi educado em Millfield e sucedeu aos títulos de nobreza do seu pai aquando da sua morte em 2004. Em 19 de fevereiro de 1972, como Conde de Offaly, casou com Fiona Mary Francesca Hollick. Tiveram três filhos:
- Thomas FitzGerald, Conde de Offaly (1974-1997); morto num acidente de viação[27];
- Francesca Emily Purcell FitzGerald-Hobbs (nascida em 1976)[28];
- Pollyanna Louisa Clementine FitzGerald (nascida em 1982)[29].

Como o único filho de Maurice FitzGerald morreu sem filhos em 1997, o seu irmão, Lorde John FitzGerald (1952-2015), tornou-se herdeiro presuntivo das nobrezas, tendo falecido em 2015:
- Hermione FitzGerald (nascida em 1985);
- Edward FitzGerald (nascido em 1988), herdeiro presuntivo do ducado e de outros títulos de nobreza.

## Atual linha de sucessão dos Duques de Leinster, segunda criação (1766)
- James FitzGerald, 1.º Duque de Leinster (1722–1773), filho mais velho do 19.º Conde.[32]
  -   William Robert FitzGerald, 2.º Duque de Leinster (1749–1804)
    -  Augustus Frederick FitzGerald, 3.º Duque de Leinster (1791–1874)
      -  Charles William FitzGerald, 4.º Duque de Leinster (1819–1887)
        -  Gerald FitzGerald, 5.º Duque de Leinster (1851–1893)
          -  Maurice FitzGerald, 6.º Duque de Leinster (1887-1922)
          -  Edward FitzGerald, 7.º Duque de Leinster (1892–1976)
            -  Gerald FitzGerald, 8.º Duque de Leinster (1914-2004)
              -  Maurice FitzGerald, 9.º Duque de Leinster (nascido em 1948)

### Linha de Sucessão
- Charles FitzGerald, 4.º Duque de Leinster (1819–1897)
  -  Gerald FitzGerald, 5.º Duque de Leinster (1851–1893)
    -  Edward FitzGerald, 7.º Duque de Leinster (1892–1976)
      -  Gerald FitzGerald, 8.º Duque de Leinster (1914–2004)
        -  Maurice FitzGerald, 9.º Duque de Leinster (n. 1948)
          - Thomas FitzGerald, Conde de Offaly (1974–1997)

        - Lord John FitzGerald (1952–2015)
          - (1) Edward FitzGerald (n. 1988)

  - Lord Charles FitzGerald (1859–1928)
    - Rupert Augustus FitzGerald (1900–1969)
      - (2) Peter Charles FitzGerald (n. 1925)
        - (3) Stephen Peter FitzGerald (n. 1953)